# Saison 2017-2018 des Pistons de Détroit
La saison 2017-2018 des Pistons de Détroit est la 77e saison de la franchise (70e en NBA) et la 61e saison dans la ville de Détroit.

## Draft
| Tour | Choix | Joueur       | Poste | Nationalité | Provenance          |
| ---- | ----- | ------------ | ----- | ----------- | ------------------- |
| 1    | 12    | Luke Kennard | SG    | États-Unis  | Blue Devils de Duke |

## Matchs

### Summer League
| Summer League Total: 3-2 |

| Match | Date match  | Équipe        | Score         | Meilleur marqueur      | Meilleur rebondeur     | Meilleur passeur   | Lieux        | Série |
| ----- | ----------- | ------------- | ------------- | ---------------------- | ---------------------- | ------------------ | ------------ | ----- |
| 1     | 1er juillet | Oklahoma City | D 91-92       | Henry Ellenson (21)    | Eric Moreland (11)     | Quatre joueurs (3) | Amway Center | 0 - 1 |
| 2     | 2 juillet   | New York      | V 103-78      | Eric Moreland (15)     | Henry Ellenson (7)     | Pierre Jackson (7) | Amway Center | 1 - 1 |
| 3     | 4 juillet   | Miami         | V 73-71 (2OT) | Ellenson, Kennard (18) | Eric Moreland (10)     | Pierre Jackson (5) | Amway Center | 2 - 1 |
| 4     | 5 juillet   | Charlotte     | V 87-82       | Henry Ellenson (29)    | Eric Moreland (7)      | Pierre Jackson (6) | Amway Center | 3 - 1 |
| 5     | 6 juillet   | Dallas        | D 81-83       | Luke Kennard (24)      | Ellenson, Moreland (8) | Pierre Jackson (8) | Amway Center | 3 - 2 |

### Pré-saison
| Pré-saison Total: 2-3 (Domicile : 2-1 ; Extérieur : 0-2) |

| Match | Date match | Équipe      | Score     | Meilleur marqueur   | Meilleur rebondeur  | Meilleur passeur   | Lieux                     | Série |
| ----- | ---------- | ----------- | --------- | ------------------- | ------------------- | ------------------ | ------------------------- | ----- |
| 1     | 4 octobre  | Charlotte   | D 106-108 | Andre Drummond (16) | Andre Drummond (15) | Ish Smith (7)      | Little Caesars Arena      | 0 - 1 |
| 2     | 6 octobre  | Atlanta     | V 109-87  | Avery Bradley (18)  | Eric Moreland (13)  | Ish Smith (8)      | Little Caesars Arena      | 1 - 1 |
| 3     | 9 octobre  | Indiana     | V 107-97  | Trois joueurs (14)  | Eric Moreland (7)   | Ish Smith (9)      | Little Caesars Arena      | 2 - 1 |
| 4     | 10 octobre | @ Toronto   | D 94-116  | Ish Smith (22)      | Andre Drummond (11) | Ish Smith (8)      | Air Canada Centre         | 2 - 2 |
| 5     | 13 octobre | @ Milwaukee | D 103-107 | Avery Bradley (26)  | Andre Drummond (22) | Andre Drummond (7) | BMO Harris Bradley Center | 2 - 3 |

### Saison régulière
| Saison régulière Total: 39-43 (Domicile : 25-16 ; Extérieur : 14-27) |

| Match | Date match | Équipe          | Score     | Meilleur marqueur      | Meilleur rebondeur  | Meilleur passeur      | Lieux                 | Série |
| ----- | ---------- | --------------- | --------- | ---------------------- | ------------------- | --------------------- | --------------------- | ----- |
| 1     | 18 octobre | Charlotte       | V 102-90  | Tobias Harris (27)     | Andre Drummond (13) | Reggie Jackson (8)    | Little Caesars Arena  | 1 - 0 |
| 2     | 20 octobre | @ Washington    | D 111-115 | Reggie Jackson (21)    | Andre Drummond (12) | Reggie Jackson (5)    | Capital One Arena     | 1 - 1 |
| 3     | 21 octobre | @ New York      | V 111-107 | Tobias Harris (31)     | Andre Drummond (12) | Reggie Jackson (7)    | Madison Square Garden | 2 - 1 |
| 4     | 23 octobre | Philadelphie    | D 86-97   | Reggie Jackson (16)    | Andre Drummond (14) | Reggie Jackson (7)    | Little Caesars Arena  | 2 - 2 |
| 5     | 25 octobre | Minnesota       | V 122-101 | Tobias Harris (34)     | Andre Drummond (15) | Ish Smith (13)        | Little Caesars Arena  | 3 - 2 |
| 6     | 28 octobre | @ L.A. Clippers | V 95-87   | Drummond, Jackson (15) | Andre Drummond (17) | Reggie Jackson (7)    | Staples Center        | 4 - 2 |
| 7     | 29 octobre | @ Golden State  | V 115-107 | Avery Bradley (23)     | Andre Drummond (18) | Drummond, Jackson (5) | Oracle Arena          | 5 - 2 |
| 8     | 31 octobre | @ L.A. Lakers   | D 93-113  | Harris, Jackson (18)   | Andre Drummond (12) | Drummond, Jackson (5) | Staples Center        | 5 - 3 |

| Match | Date match  | Équipe          | Score     | Meilleur marqueur     | Meilleur rebondeur   | Meilleur passeur   | Lieux                     | Série  |
| ----- | ----------- | --------------- | --------- | --------------------- | -------------------- | ------------------ | ------------------------- | ------ |
| 9     | 3 novembre  | Milwaukee       | V 105-96  | Andre Drummond (24)   | Andre Drummond (15)  | Reggie Jackson (8) | Little Caesars Arena      | 6 - 3  |
| 10    | 4 novembre  | Sacramento      | V 108-99  | Avery Bradley (24)    | Andre Drummond (19)  | Reggie Jackson (7) | Little Caesars Arena      | 7 - 3  |
| 11    | 8 novembre  | Indiana         | V 114-97  | Tobias Harris (23)    | Andre Drummond (21)  | Reggie Jackson (6) | Little Caesars Arena      | 8 - 3  |
| 12    | 10 novembre | Atlanta         | V 111-104 | Reggie Jackson (22)   | Andre Drummond (20)  | Andre Drummond (7) | Little Caesars Arena      | 9 - 3  |
| 13    | 12 novembre | Miami           | V 112-103 | Tobias Harris (25)    | Andre Drummond (17)  | Ish Smith (7)      | Little Caesars Arena      | 10 - 3 |
| 14    | 15 novembre | @ Milwaukee     | D 95-99   | Avery Bradley (28)    | Andre Drummond (17)  | Avery Bradley (5)  | BMO Harris Bradley Center | 10 - 4 |
| 15    | 17 novembre | @ Indiana       | D 100-107 | Bradley, Jackson (16) | Andre Drummond (15)  | Reggie Jackson (7) | Bankers Life Fieldhouse   | 10 - 5 |
| 16    | 19 novembre | @ Minnesota     | V 100-97  | Andre Drummond (20)   | Andre Drummond (16)  | Jackson (8)        | Target Center             | 11 - 5 |
| 17    | 20 novembre | Cleveland       | D 88-116  | Tobias Harris (11)    | Andre Drummond (8)   | Reggie Jackson (6) | Little Caesars Arena      | 11 - 6 |
| 18    | 24 novembre | @ Oklahoma City | V 99-98   | Andre Drummond (17)   | Andre Drummond (14)  | Jackson, Smith (4) | Chesapeake Energy Arena   | 12 - 6 |
| 19    | 27 novembre | @ Boston        | V 118-108 | Tobias Harris (31)    | Andre Drummond (22)  | Reggie Jackson (7) | TD Garden                 | 13 - 6 |
| 20    | 29 novembre | Phoenix         | V 131-107 | Reggie Jackson (23)   | Harris, Drummond (7) | Andre Drummond (7) | Little Caesars Arena      | 14 - 6 |

| Match | Date match   | Équipe         | Score     | Meilleur marqueur      | Meilleur rebondeur  | Meilleur passeur    | Lieux                     | Série   |
| ----- | ------------ | -------------- | --------- | ---------------------- | ------------------- | ------------------- | ------------------------- | ------- |
| 21    | 1er décembre | @ Washington   | D 91-109  | Tobias Harris (15)     | Andre Drummond (17) | Andre Drummond (7)  | Capital One Arena         | 14 - 7  |
| 22    | 2 décembre   | @ Philadelphie | D 103-108 | Tobias Harris (27)     | Andre Drummond (11) | Andre Drummond (6)  | Wells Fargo Center        | 14 - 8  |
| 23    | 4 décembre   | @ San Antonio  | D 93-96   | Reggie Jackson (23)    | Andre Drummond (15) | Avery Bradley (4)   | AT&T Center               | 14 - 9  |
| 24    | 6 décembre   | @ Milwaukee    | D 100-104 | Andre Drummond (27)    | Andre Drummond (20) | Andre Drummond (6)  | BMO Harris Bradley Center | 14 - 10 |
| 25    | 8 décembre   | Golden State   | D 98-102  | Avery Bradley (25)     | Andre Drummond (17) | Drummond, Smith (4) | Little Caesars Arena      | 14 - 11 |
| 26    | 10 décembre  | Boston         | D 81-91   | Tobias Harris (19)     | Andre Drummond (15) | Ish Smith (5)       | Little Caesars Arena      | 14 - 12 |
| 27    | 12 décembre  | Denver         | D 84-103  | Langston Galloway (18) | Andre Drummond (10) | Ish Smith (5)       | Little Caesars Arena      | 14 - 13 |
| 28    | 14 décembre  | @ Atlanta      | V 105-91  | Tobias Harris (19)     | Andre Drummond (19) | Andre Drummond (8)  | Philips Arena             | 15 - 13 |
| 29    | 15 décembre  | @ Indiana      | V 104-98  | Andre Drummond (23)    | Andre Drummond (13) | Quatre joueurs (4)  | Bankers Life Fieldhouse   | 16 - 13 |
| 30    | 17 décembre  | Orlando        | V 114-110 | Reggie Bullock (20)    | Eric Moreland (8)   | Jackson, Smith (6)  | Little Caesars Arena      | 17 - 13 |
| 31    | 20 décembre  | @ Dallas       | D 93-110  | Anthony Tolliver (18)  | Andre Drummond (13) | Reggie Jackson (5)  | American Airlines Center  | 17 - 14 |
| 32    | 22 décembre  | New York       | V 104-101 | Tobias Harris (24)     | Andre Drummond (15) | Reggie Jackson (8)  | Little Caesars Arena      | 18 - 14 |
| 33    | 26 décembre  | Indiana        | V 107-83  | Tobias Harris (30)     | Andre Drummond (18) | Reggie Jackson (13) | Little Caesars Arena      | 19 - 14 |
| 34    | 28 décembre  | @ Orlando      | D 89-102  | Tobias Harris (21)     | Andre Drummond (18) | Drummond, Smith (5) | Amway Center              | 19 - 15 |
| 35    | 30 décembre  | San Antonio    | V 93-79   | Reggie Bullock (22)    | Andre Drummond (21) | Andre Drummond (6)  | Little Caesars Arena      | 20 - 15 |

| Match | Date match | Équipe             | Score        | Meilleur marqueur     | Meilleur rebondeur   | Meilleur passeur     | Lieux                   | Série   |
| ----- | ---------- | ------------------ | ------------ | --------------------- | -------------------- | -------------------- | ----------------------- | ------- |
| 36    | 3 janvier  | @ Miami            | D 104-111    | Tobias Harris (19)    | Boban Marjanović (9) | Trois joueurs (4)    | American Airlines Arena | 20 - 16 |
| 37    | 5 janvier  | @ Philadelphie     | D 78-114     | Tobias Harris (14)    | Andre Drummond (8)   | Dwight Buycks (6)    | Wells Fargo Center      | 20 - 17 |
| 38    | 6 janvier  | Houston            | V 108-101    | Tobias Harris (27)    | Harris, Moreland (8) | Moreland, Smith (4)  | Little Caesars Arena    | 21 - 17 |
| 39    | 8 janvier  | @ Nouvelle-Orléans | D 109-112    | Tobias Harris (25)    | Andre Drummond (14)  | Avery Bradley (6)    | Smoothie King Center    | 21 - 18 |
| 40    | 10 janvier | @ Brooklyn         | V 114-80     | Andre Drummond (22)   | Andre Drummond (20)  | Trois joueurs (5)    | Barclays Center         | 22 - 18 |
| 41    | 13 janvier | @ Chicago          | D 105-107    | Avery Bradley (26)    | Andre Drummond (15)  | Ish Smith (6)        | United Center           | 22 - 19 |
| 42    | 15 janvier | Charlotte          | D 107-118    | Bullock, Harris (20)  | Andre Drummond (10)  | Ish Smith (10)       | Little Caesars Arena    | 22 - 20 |
| 43    | 17 janvier | @ Toronto          | D 91-96      | Andre Drummond (25)   | Andre Drummond (17)  | Dwight Buycks (6)    | Centre Air Canada       | 22 - 21 |
| 44    | 19 janvier | Washington         | D 112-122    | Tobias Harris (17)    | Andre Drummond (21)  | Andre Drummond (8)   | Little Caesars Arena    | 22 - 22 |
| 45    | 21 janvier | Brooklyn           | D 100-101    | Tobias Harris (20)    | Andre Drummond (13)  | Galloway, Harris (5) | Little Caesars Arena    | 22 - 23 |
| 46    | 24 janvier | Utah               | D 95-98 (OT) | Andre Drummond (30)   | Andre Drummond (24)  | 4 joueurs (4)        | Little Caesars Arena    | 22 - 24 |
| 47    | 27 janvier | Oklahoma City      | D 108-121    | Tobias Harris (21)    | Andre Drummond (13)  | Ish Smith (9)        | Little Caesars Arena    | 22 - 25 |
| 48    | 28 janvier | @ Cleveland        | D 104-121    | Harris, Tolliver (20) | Andre Drummond (11)  | Smith, Tolliver (5)  | Quicken Loans Arena     | 22 - 26 |
| 49    | 30 janvier | Cleveland          | V 125-114    | Stanley Johnson (26)  | Andre Drummond (22)  | Drummond, Smith (7)  | Little Caesars Arena    | 23 - 26 |

| Match                  | Date match  | Équipe           | Score     | Meilleur marqueur     | Meilleur rebondeur  | Meilleur passeur   | Lieux                | Série   |
| ---------------------- | ----------- | ---------------- | --------- | --------------------- | ------------------- | ------------------ | -------------------- | ------- |
| 50                     | 1er février | Memphis          | V 104-102 | Blake Griffin (24)    | Andre Drummond (15) | Blake Griffin (5)  | Little Caesars Arena | 24 - 26 |
| 51                     | 3 février   | Miami            | V 111-107 | Ish Smith (25)        | Andre Drummond (20) | Griffin, Smith (7) | Little Caesars Arena | 25 - 26 |
| 52                     | 5 février   | Portland         | V 111-91  | Blake Griffin (21)    | Andre Drummond (17) | Ish Smith (7)      | Little Caesars Arena | 26 - 26 |
| 53                     | 7 février   | Brooklyn         | V 115-106 | Blake Griffin (25)    | Andre Drummond (27) | Blake Griffin (7)  | Little Caesars Arena | 27 - 26 |
| 54                     | 9 février   | L.A. Clippers    | D 95-108  | Bullock, Griffin (19) | Andre Drummond (17) | Blake Griffin (6)  | Little Caesars Arena | 27 - 27 |
| 55                     | 11 février  | @ Atlanta        | D 115-118 | Andre Drummond (25)   | Andre Drummond (15) | Ish Smith (7)      | Philips Arena        | 27 - 28 |
| 56                     | 12 février  | Nouvelle-Orléans | D 103-118 | Blake Griffin (22)    | Andre Drummond (21) | Jameer Nelson (5)  | Little Caesars Arena | 27 - 29 |
| 57                     | 14 février  | Atlanta          | V 104-98  | Ish Smith (22)        | Andre Drummond (15) | Griffin, Smith (9) | Little Caesars Arena | 28 - 29 |
| NBA All-Star Game 2018 |             |                  |           |                       |                     |                    |                      |         |
| 58                     | 23 février  | Boston           | D 98-110  | Ish Smith (20)        | Andre Drummond (17) | Ish Smith (6)      | Little Caesars Arena | 28 - 30 |
| 59                     | 25 février  | @ Charlotte      | D 98-114  | Blake Griffin (20)    | Andre Drummond (14) | Ish Smith (8)      | Spectrum Center      | 28 - 31 |
| 60                     | 26 février  | @ Toronto        | D 94-123  | Andre Drummond (18)   | Andre Drummond (18) | Blake Griffin (5)  | Centre Air Canada    | 28 - 32 |
| 61                     | 28 février  | Milwaukee        | V 110-87  | Stanley Johnson (19)  | Andre Drummond (16) | Blake Griffin (7)  | Little Caesars Arena | 29 - 32 |

| Match | Date match | Équipe       | Score          | Meilleur marqueur     | Meilleur rebondeur  | Meilleur passeur    | Lieux                      | Série   |
| ----- | ---------- | ------------ | -------------- | --------------------- | ------------------- | ------------------- | -------------------------- | ------- |
| 62    | 2 mars     | @ Orlando    | D 106-115      | Bullock, Ennis (21)   | Andre Drummond (15) | Blake Griffin (9)   | Amway Center               | 29 - 33 |
| 63    | 3 mars     | @ Miami      | D 96-105       | Blake Griffin (31)    | Andre Drummond (28) | Blake Griffin (6)   | American Airlines Arena    | 29 - 34 |
| 64    | 5 mars     | @ Cleveland  | D 90-112       | Blake Griffin (25)    | Andre Drummond (9)  | Ish Smith (6)       | Quicken Loans Arena        | 29 - 35 |
| 65    | 7 mars     | Toronto      | D 119-121 (OT) | Blake Griffin (31)    | Andre Drummond (21) | Ish Smith (7)       | Little Caesars Arena       | 29 - 36 |
| 66    | 9 mars     | Chicago      | V 99-83        | Blake Griffin (25)    | Andre Drummond (17) | Blake Griffin (8)   | Little Caesars Arena       | 30 - 36 |
| 67    | 13 mars    | @ Utah       | D 79-110       | Luke Kennard (18)     | Andre Drummond (11) | Jameer Nelson (4)   | Vivint Smart Home Arena    | 30 - 37 |
| 68    | 15 mars    | @ Denver     | D 113-120      | Blake Griffin (26)    | Andre Drummond (17) | Blake Griffin (9)   | Pepsi Center               | 30 - 38 |
| 69    | 17 mars    | @ Portland   | D 87-100       | Andre Drummond (18)   | Andre Drummond (22) | Blake Griffin (7)   | Moda Center                | 30 - 39 |
| 70    | 19 mars    | @ Sacramento | V 106-90       | Blake Griffin (26)    | Andre Drummond (16) | Blake Griffin (7)   | Golden 1 Center            | 31 - 39 |
| 71    | 20 mars    | @ Phoenix    | V 115-88       | Blake Griffin (26)    | Andre Drummond (10) | Blake Griffin (10)  | Talking Stick Resort Arena | 32 - 39 |
| 72    | 22 mars    | @ Houston    | D 96-100 (OT)  | Blake Griffin (21)    | Andre Drummond (20) | Blake Griffin (10)  | Toyota Center              | 32 - 40 |
| 73    | 24 mars    | Chicago      | V 117-95       | Anthony Tolliver (25) | Andre Drummond (20) | Blake Griffin (9)   | Little Caesars Arena       | 33 - 40 |
| 74    | 26 mars    | L.A. Lakers  | V 112-106      | Reggie Jackson (20)   | Andre Drummond (18) | Stanley Johnson (6) | Little Caesars Arena       | 34 - 40 |
| 75    | 29 mars    | Washington   | V 103-92       | Andre Drummond (24)   | Andre Drummond (23) | Reggie Jackson (8)  | Little Caesars Arena       | 35 - 40 |
| 76    | 31 mars    | @ New York   | V 115-109      | Andre Drummond (22)   | Andre Drummond (17) | Ish Smith (6)       | Madison Square Garden      | 36 - 40 |

| Match | Date match | Équipe       | Score          | Meilleur marqueur     | Meilleur rebondeur    | Meilleur passeur    | Lieux                | Série   |
| ----- | ---------- | ------------ | -------------- | --------------------- | --------------------- | ------------------- | -------------------- | ------- |
| 77    | 1er avril  | @ Brooklyn   | V 108-96       | Reggie Jackson (29)   | Andre Drummond (14)   | Stanley Johnson (4) | Barclays Center      | 37 - 40 |
| 78    | 4 avril    | Philadelphie | D 108-115      | Anthony Tolliver (25) | Andre Drummond (15)   | Ish Smith (12)      | Little Caesars Arena | 37 - 41 |
| 79    | 6 avril    | Dallas       | V 113-106 (OT) | Reggie Jackson (24)   | Andre Drummond (16)   | Reggie Jackson (7)  | Little Caesars Arena | 38 - 41 |
| 80    | 8 avril    | @ Memphis    | D 117-130      | Anthony Tolliver (19) | Andre Drummond (18)   | Ish Smith (11)      | FedExForum           | 38 - 42 |
| 81    | 9 avril    | Toronto      | D 98-108       | Luke Kennard (20)     | Kennard, Moreland (7) | Reggie Jackson (9)  | Little Caesars Arena | 38 - 43 |
| 82    | 11 avril   | @ Chicago    | V 119-87       | Luke Kennard (23)     | Eric Moreland (17)    | Reggie Jackson (10) | United Center        | 39 - 43 |

### Confrontations en saison régulière
| Conférence Est      | Conférence Est                               | Conférence Est                               | Conférence Est                               | Conférence Est                               | Conférence Ouest                             | Conférence Ouest                             | Conférence Ouest                             |
| Division Atlantique | Division Atlantique                          | Division Atlantique                          | Division Atlantique                          | Division Atlantique                          | Division Nord-Ouest                          | Division Nord-Ouest                          | Division Nord-Ouest                          |
| Équipe              | Domicile                                     | Domicile                                     | Extérieur                                    | Extérieur                                    | Équipe                                       | Domicile                                     | Extérieur                                    |
| ------------------- | -------------------------------------------- | -------------------------------------------- | -------------------------------------------- | -------------------------------------------- | -------------------------------------------- | -------------------------------------------- | -------------------------------------------- |
| Boston              | 81-91                                        | 98-110                                       | 118-108                                      |                                              | Denver                                       | 84-103                                       | 113-120                                      |
| Brooklyn            | 100-101                                      | 115-106                                      | 114-80                                       | 108-96                                       | Minnesota                                    | 122-101                                      | 100-97                                       |
| New York            | 104-101                                      |                                              | 111-107                                      | 115-109                                      | Oklahoma City                                | 108-121                                      | 99-98                                        |
| Philadelphie        | 86-97                                        | 108-115                                      | 103-108                                      | 78-114                                       | Portland                                     | 111-91                                       | 87-100                                       |
| Toronto             | 119-121 (OT)                                 | 98-108                                       | 91-96                                        | 94-123                                       | Utah                                         | 95-98 (OT)                                   | 79-110                                       |
|                     | 2–7                                          | 2–7                                          | 5–4                                          | 5–4                                          |                                              | 2–3                                          | 2–3                                          |
| Division            | 7–11                                         | 7–11                                         | 7–11                                         | 7–11                                         | Division                                     | 4–6                                          | 4–6                                          |
| Division Centrale   | Division Centrale                            | Division Centrale                            | Division Centrale                            | Division Centrale                            | Division Pacifique                           | Division Pacifique                           | Division Pacifique                           |
| Équipe              | Domicile                                     | Domicile                                     | Extérieur                                    | Extérieur                                    | Équipe                                       | Domicile                                     | Extérieur                                    |
| Chicago             | 99-83                                        | 117-95                                       | 105-107                                      | 119-87                                       | Golden State                                 | 98-102                                       | 115-107                                      |
| Cleveland           | 88-116                                       | 125-114                                      | 104-121                                      | 90-112                                       | L.A. Clippers                                | 95-108                                       | 95-87                                        |
|                     |                                              |                                              |                                              |                                              | L.A. Lakers                                  | 112-106                                      | 93-113                                       |
| Indiana             | 114-97                                       | 107-83                                       | 100-107                                      | 104-98                                       | Phoenix                                      | 131-107                                      | 115-88                                       |
| Milwaukee           | 105-96                                       | 110-87                                       | 95-99                                        | 100-104                                      | Sacramento                                   | 108-99                                       | 106-90                                       |
|                     | 7–1                                          | 7–1                                          | 2–6                                          | 2–6                                          |                                              | 3–2                                          | 4–1                                          |
| Division            | 9–7                                          | 9–7                                          | 9–7                                          | 9–7                                          | Division                                     | 7–3                                          | 7–3                                          |
| Division Sud-Est    | Division Sud-Est                             | Division Sud-Est                             | Division Sud-Est                             | Division Sud-Est                             | Division Sud-Ouest                           | Division Sud-Ouest                           | Division Sud-Ouest                           |
| Équipe              | Domicile                                     | Domicile                                     | Extérieur                                    | Extérieur                                    | Équipe                                       | Domicile                                     | Extérieur                                    |
| Atlanta             | 111-104                                      | 104-98                                       | 105-91                                       | 115-118                                      | Dallas                                       | 113-106 (OT)                                 | 93-110                                       |
| Charlotte           | 102-90                                       | 107-118                                      | 98-114                                       |                                              | Houston                                      | 108-101                                      | 96-100 (OT)                                  |
| Miami               | 112-103                                      | 111-107                                      | 104-111                                      | 96-105                                       | Memphis                                      | 104-102                                      | 117-130                                      |
| Orlando             | 114-110                                      |                                              | 89-102                                       | 106-115                                      | New Orleans                                  | 103-118                                      | 109-112                                      |
| Washington          | 112-122                                      | 103-92                                       | 111-115                                      | 91-109                                       | San Antonio                                  | 93-79                                        | 93-96                                        |
|                     | 7–2                                          | 7–2                                          | 1–8                                          | 1–8                                          |                                              | 4–1                                          | 0–5                                          |
| Division            | 8–10                                         | 8–10                                         | 8–10                                         | 8–10                                         | Division                                     | 4–6                                          | 4–6                                          |
| Conférence          | 24–28 (Domicile : 16–10 ; Extérieur : 8–18)  | 24–28 (Domicile : 16–10 ; Extérieur : 8–18)  | 24–28 (Domicile : 16–10 ; Extérieur : 8–18)  | 24–28 (Domicile : 16–10 ; Extérieur : 8–18)  | Conférence                                   | 15–15 (Domicile : 9–6 ; Extérieur : 6–9)     | 15–15 (Domicile : 9–6 ; Extérieur : 6–9)     |
| Total               | 39–43 (Domicile : 25–16 ; Extérieur : 14–27) | 39–43 (Domicile : 25–16 ; Extérieur : 14–27) | 39–43 (Domicile : 25–16 ; Extérieur : 14–27) | 39–43 (Domicile : 25–16 ; Extérieur : 14–27) | 39–43 (Domicile : 25–16 ; Extérieur : 14–27) | 39–43 (Domicile : 25–16 ; Extérieur : 14–27) | 39–43 (Domicile : 25–16 ; Extérieur : 14–27) |

## Effectif
| Pistons de Détroit Effectif en fin de saison régulière |    |                        |                   |                  |
| Entraîneur : Stan Van Gundy                            |    |                        |                   |                  |
| Arrière, Ailier                                        | 25 | Drapeau des États-Unis | Reggie Bullock    | Caroline du Nord |
| Meneur                                                 | 20 | Drapeau des États-Unis | Dwight Buycks     | Marquette        |
| Pivot                                                  | 0  | Drapeau des États-Unis | Andre Drummond    | Connecticut      |
| Ailier fort                                            | 8  | Drapeau des États-Unis | Henry Ellenson    | Marquette        |
| Ailier                                                 | 33 | Drapeau des États-Unis | James Ennis       | Long Beach State |
| Meneur                                                 | 22 | Drapeau des États-Unis | Kay Felder (TW)   | Oakland          |
| Meneur, Arrière                                        | 9  | Drapeau des États-Unis | Langston Galloway | Saint-Joseph     |
| Ailier fort                                            | 23 | Drapeau des États-Unis | Blake Griffin     | Oklahoma         |
| Arrière                                                | 38 | Drapeau des États-Unis | Reggie Hearn (TW) | Tennessee        |
| Meneur                                                 | 1  | Drapeau des États-Unis | Reggie Jackson    | Boston College   |
| Ailier                                                 | 7  | Drapeau des États-Unis | Stanley Johnson   | Arizona          |
| Arrière                                                | 5  | Drapeau des États-Unis | Luke Kennard      | Duke             |
| Ailier fort                                            | 30 | Drapeau des États-Unis | Jon Leuer         | Wisconsin        |
| Ailier fort, Pivot                                     | 24 | Drapeau des États-Unis | Eric Moreland     | Oregon State     |
| Meneur                                                 | 41 | Drapeau des États-Unis | Jameer Nelson     | Saint-Joseph     |
| Meneur                                                 | 14 | Drapeau des États-Unis | Ish Smith         | Wake Forest      |
| Ailier fort                                            | 43 | Drapeau des États-Unis | Anthony Tolliver  | Creighton        |
| (C) - Capitaine, (TW) - Two-way contract, - Blessé     |    |                        |                   |                  |

## Transactions

### Échanges
| 28 juin 2017    | A Pistons de DétroitCompensation financière                 | A Rockets de HoustonDarrun Hilliard                                                                                                  |
| 7 juillet 2017  | A Pistons de DétroitAvery Bradley Second tour de Draft 2019 | A Celtics de BostonMarcus Morris |
| 29 janvier 2018 | A Pistons de DétroitBlake Griffin Brice Johnson Willie Reed | A Clippers de Los AngelesAvery Bradley Boban Marjanović Tobias Harris Premier tour de draft 2018 (protégé) Second tour de draft 2019 |
| 8 février 2018  | A Pistons de DétroitJameer Nelson                           | A Bulls de ChicagoWillie Reed Droit d'échange du second tour de draft 2022                                                           |
| 8 février 2018  | A Pistons de DétroitJames Ennis                             | A Bulls de ChicagoBrice Johnson Second tour de draft 2022                                                                            |

### Joueurs qui re-signent
| Date       | Joueur         | Contrat                           |
| ---------- | -------------- | --------------------------------- |
| 14/07/2017 | Reggie Bullock | Contrat de 5 000 000 $ sur 2 ans. |

### Options dans les contrats
| Date       | Joueur          | Option                                                                      |
| ---------- | --------------- | --------------------------------------------------------------------------- |
| 15/10/2017 | Henry Ellenson  | Détroit exerce son option d'équipe de 1 860 000 $ pour la saison 2018-2019. |
| 15/10/2017 | Stanley Johnson | Détroit exerce son option d'équipe de 3 940 000 $ pour la saison 2018-2019. |

### Arrivés
| Date       | Joueur            | Contrat                           | Provenance                  |
| ---------- | ----------------- | --------------------------------- | --------------------------- |
| 01/07/2017 | Luke Kennard      | Contrat de 6 030 000 $ sur 2 ans  | Blue Devils de Duke (NCAA)  |
| 06/07/2017 | Eric Moreland     | Contrat de 5 480 000 $ sur 3 ans  | Charge de Canton (G League) |
| 06/07/2017 | Langston Galloway | Contrat de 21 000 000 $ sur 3 ans | Kings de Sacramento         |
| 14/07/2017 | Anthony Tolliver  | Contrat de 3 290 000 $ sur 1 an   | Kings de Sacramento         |
| 12/01/2018 | Dwight Buycks     | Contrat de 748,000 $ sur 1 an     | Pistons de Détroit          |

#### Two-way contract
| Date       | Joueur        | Provenance                  |
| ---------- | ------------- | --------------------------- |
| 24/07/2017 | Luis Montero  | Bighorns de Reno (G League) |
| 07/09/2017 | Dwight Buycks | Fujian Xunxing              |
| 15/01/2018 | Kay Felder    | Bulls de Chicago            |
| 15/01/2018 | Reggie Hearn  | Bighorns de Reno (G League) |

### Départs
| Date       | Joueur                   | Raison départ                            | Nouvelle équipe ¹        |
| ---------- | ------------------------ | ---------------------------------------- | ------------------------ |
| 01/07/2017 | Aron Baynes              | Agent libre                              | Celtics de Boston        |
| 01/07/2017 | Kentavious Caldwell-Pope | Agent libre                              | Lakers de Los Angeles    |
| 01/07/2017 | Beno Udrih               | Agent libre                              | Pistons de Détroit       |
| 15/07/2017 | Michael Gbinije          | Coupé                                    | Warriors de Golden State |
| 15/01/2018 | Luis Montero             | Coupé                                    |                          |
| 07/05/2018 | Stan Van Gundy           | Viré de son poste d’entraîneur principal |                          |

¹ Il s'agit de l’équipe pour laquelle le joueur a signé après son départ, il a pu entre-temps changer d'équipe ou encore de pays.

#### Non retenu après les camps entraînements
| Date       | Joueur       | Nouvelle équipe                  |
| ---------- | ------------ | -------------------------------- |
| 10/10/2017 | Landry Nnoko | Drive de Grand Rapids (G League) |
| 10/10/2017 | Derek Willis | Drive de Grand Rapids (G League) |
| 14/10/2017 | Beno Udrih   | Žalgiris Kaunas                  |

### Joueurs "agents libres" à la fin de la saison
| Joueur           | Fin de saison |
| ---------------- | ------------- |
| James Ennis      | Agent libre   |
| Jameer Nelson    | Agent libre   |
| Anthony Tolliver | Agent libre   |

## Récompenses
| Date       | Joueur         | Récompense                                   |
| ---------- | -------------- | -------------------------------------------- |
| 5 février  | Andre Drummond | Joueur de la semaine dans la conférence Est. |
| 18 février | Andre Drummond | ☆ All-Star 2018 ☆                            |